# 小趋势：决定未来大变革的潜藏力量
小趋势：决定未来大变革的潜藏力量是马克·佩恩与E·金尼·扎莱纳合著的关于未来趋势的书籍，2007年由桦榭图书集团出版，重点关注人口学、社会学、商业、家庭生活、技术、人际互动和许多其他领域的微妙且几乎看不见的趋势。